# Чемоданов, Фёдор Иванович (думный дворянин)
Фёдор Иванович Чемоданов — думный дворянин, сын Ивана Ивановича Чемоданова, ездившего при царе Алексее Михайловиче послом в Венецию.
В 1673 году был пожалован из жильцов в стряпчие, а в 1676 году — в стольники.
Известно, что он сопровождал царей Фёдора Алексеевича и Петра Алексеевича в их путешествиях по окрестностям столицы в 1676, 1683 и 1689 годах, а в 1690 году пожалован в думные дворяне. Позднее, в 1693 году во время первого путешествия Петра I в Архангельск, мы встречаем его в царской свите. Из Архангельска Пётр I отправил его с письмом к матери, царице Наталье Кирилловне; письмо было очень коротко: Пётр I извещал только, что все благополучно, полный же рассказ о пребывании царя в Архангельске царица должна была услышать от Чемоданова.
Близость Чемоданова к Петру I очень хорошо характеризуется коротенькой припиской в конце письма князя Ф. Ю. Ромодановского к Петру I за границу (начало 1698): «Последний пьяный Федька Чемоданов, вспоминая вас за пипкою (трубкою), челом бьет».
В 1706 году принимал участие в церемонии погребения царевны Татьяны Михайловны.